# Tongut
Als Tonware, auch Tongut, wird eine Gruppe feinkeramischer Werkstoffe bezeichnet, deren Scherben nach dem Brand porös und damit nicht wasserdicht ist. Tongut wird daher häufig glasiert, um eine Dichtigkeit zu erhalten. Zum Tongut zählen Irdengut und Steingut.